# El asalto a la verdad
El asalto a la verdad: la renuncia de Freud a la teoría de la seducción es un libro de Jeffrey Moussaieff Masson, ex psicoanalista, que sostiene que Sigmund Freud, el fundador del psicoanálisis, ocultó deliberadamente y repudió su primera hipótesis de la causa de la histeria: la teoría de la seducción. Esta primera hipótesis explicaba que la histeria era causada por abuso sexual durante la infancia, perpetrada la mayoría de veces por los propios padres. Masson, que era entonces anterior director de los Archivos de Sigmund Freud —y del cual fue destituido por las opiniones que expone en este libro—, explica que Freud, en cartas inéditas y omitidas por muchos historiadores psicoanalistas, admitía que no podía permitirse creer las historias de abuso de sus pacientes histéricas. El asalto a la verdad fue publicado por primera vez en inglés 1984 por la editorial Farrar, Straus y Giroux; y en español en 1985 por la editorial Seix Barral. La edición en inglés tiene varias ediciones revisadas, pero la edición en español únicamente tiene la de 1985.
El libro generó controversia, recibiendo muchas reseñas negativas que rechazaban las conclusiones sobre la historia del psicoanálisis. Fue condenado por psicoanalistas como otro libro más de crítica "anti-Freud". El libro también ha recibido críticas tanto de quienes apoyan como de quienes critican el psicoanálisis. La recepción general es mixta. Algunas feministas apoyaron las conclusiones de Masson, y otros comentaristas han reconocido el mérito de Masson. También se le ha criticado por supuestamente malinterpretar y considerar correcta la teoría de la seducción. Por otro lado también se le critica por la discusión del peligroso tratamiento de su paciente Emma Eckstein.

## Resumen

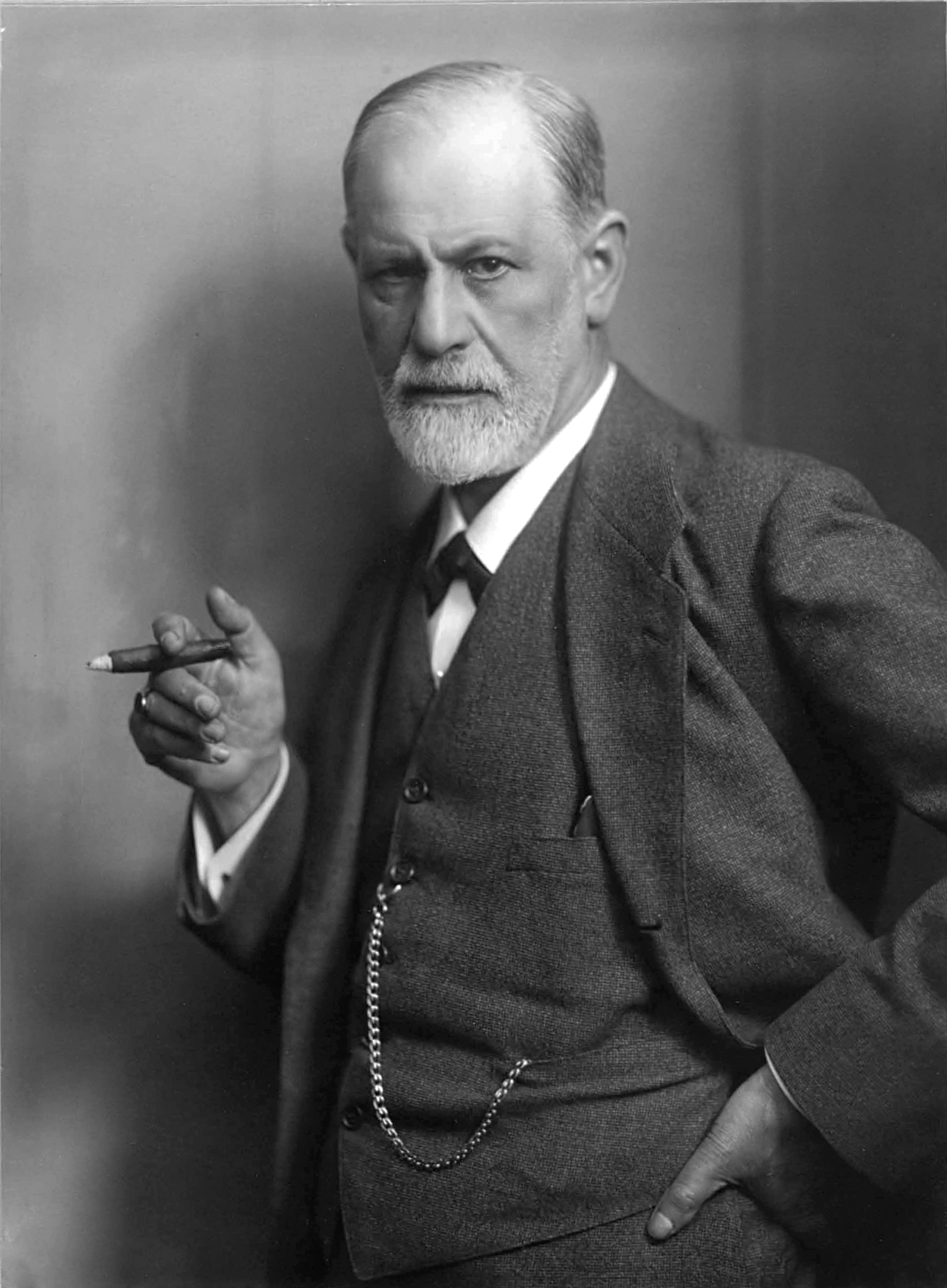
Sigmund Freud, el fundador del psicoanálisis. Masson sostiene que Freud suprimió deliberadamente la teoría de la seducción.

En el libro, Masson sostiene que la explicación aceptada por el psicoanálisis de cómo Sigmund Freud abandonó su teoría de la seducción es incorrecta. A la luz de la nueva evidencia en la correspondencia a la que tenía acceso, encontró que Freud comenta que entre 1895 y 1896 sus pacientes histéricas comentaron haber sido abusadas cuando eran niñas, pero más tarde Freud decidió que eran fantasías infantiles. Freud se equivocó al no creer en sus pacientes y que la verdadera razón por la que Freud abandonó la teoría de la seducción es que no podía aceptar que los niños sean "víctimas de violencia y abuso sexual dentro de sus propias familias". Sugiere que las teorías de Freud sobre la "fantasía interna y la sexualidad infantil espontánea", que desarrolló después de abandonar la teoría de la seducción, permitían atribuir la violencia sexual a la imaginación de la víctima y, por lo tanto, no representaban ninguna amenaza para el orden social existente. Masson reconoce el carácter provisional de su reinterpretación de las razones de Freud para abandonar la teoría de la seducción. Critica otras explicaciones de la obra de Freud, incluida la proporcionada por el psicoanalista Ernest Jones en La vida y obra de Sigmund Freud (1953-1957). También analiza el ensayo de Freud de 1896 "La etiología de la histeria", que proporciona en un apéndice. Analiza y reconoce el mérito del trabajo del médico legalista Auguste Ambroise Tardieu — el primer médico reconocido en registrar y denunciar cientos de casos de abuso y sadismo hacia niños—, disecciona el supuesto tratamiento de la masturbación de a Emma Eckstein que idearon Freud y su amigo Wilhelm Fliess, repasa la teoría de Freud del complejo de Edipo y profundiza en la relación de Freud con el psicoanalista Sándor Ferenczi. 

## Antecedentes e historial de publicaciones
Según el historiador Roy Porter, Masson, después de ser profesor en sánscrito, se dedicó a su entrenamiento psicoanalista en la década de 1970 y encontró apoyo dentro de la profesión psicoanalítica en los Estados Unidos. La relación amistosa e intelectual de Masson con el psicoanalista Kurt R. Eissler ayudó a Masson a convertirse en director de proyectos de los Archivos Freud —puesto que le pertenecía a Essler—, donde se le confió la publicación de una nueva edición autorizada de la correspondencia entre Freud y Wilhelm Fliess. Masson generó después controversia por sus puntos de vista sobre los orígenes de las teorías de Freud y los motivos de la renuncia a su primera teoría en un artículo presentado en 1981 en la Sociedad Psicoanalítica Occidental de Nueva Inglaterra. Las relaciones internas entre psicoanalistas empeoraron cuando El New York Times publicó dos artículos y una entrevista con Masson respecto a estas opiniones controversiales. Eissler, en una reunión entre gritos de psicoanalistas, terminó despidiendo a Masson como director de los archivos de Freud. Masson tomó represalias con órdenes judiciales. La periodista Janet Malcolm publicó dos artículos sobre la controversia, posteriormente publicados como libro, In the Freud Archives (1984), en The New Yorker. 
Masson no ha sido el único en tener estas mismas conclusiones sobre el ocultamiento del abuso infantil en los inicios del psicoanálisis. La trabajadora social estadounidense, Florence Rush, presentó públicamente en 1971 su teoría del encubrimiento freudiano en la Conferencia sobre violación de Feministas Radicales de Nueva York (NYRF). 
El asalto a la verdad ha tenido una sola edición al español, pero en inglés siguieron ediciones revisadas en 1985, 1992, 1998 y 2003.

## Recepción

### Descripción general
El asalto a la verdad provocó controversia dentro y fuera de círculos psicoanalíticos y despertó una publicidad masiva.  El libro recibió atención en publicaciones como Newsweek,  Maclean's,  The New York Times Book Review,  y New Statesman and Society.  En Maclean's, el libro fue descrito como el más reciente de una serie de ataques al psicoanálisis. En The New York Times Book Review, el crítico Harold Bloom describió el libro como "dudoso".  En New Statesman and Society, Jenny Turner desestimó el libro, acusando a Masson de despecho, malas interpretaciones y argumentos ineptos. 
El libro recibió atención y respaldo de algunas autoras feministas. La abogada Catharine MacKinnon describió El asalto a la verdad como una discusión reveladora sobre Freud. La crítica Camille Paglia, por otro lado, criticó a las feministas por su obsesión por exponer los fracasos de grandes figuras.  Roy Porter describió el libro como "tendencioso", pero un correctivo necesario a La vida y obra de Sigmund Freud que representaba a Freud de una manera demasiado optimista.
Robinson escribió que El asalto a la verdad era un "ánimo antifreudiano" que se volvía más agresivo en la década de 1980. Acusó a Masson de interpretar la teoría de Freud exclusivamente en torno a la teoría de la seducción y por afirmar que sería correcta, además de acusarlo de editar las cartas de Freud a Fliess. Robinson también sostuvo que la renuncia de Freud a su primera teoría se basaba en un escepticismo racional más que en una incapacidad para aceptar la existencia de abuso sexual infantil. No le convencieron las pruebas como el tratamiento que Freud dio a Emma Eckstein o el artículo de Ferenczi. Sostuvo que Masson veía a los niños como "inocentes e inertes" y sugirió que el trabajo de Masson era parte de una reacción contra la revolución sexual. Comparó El asalto a la verdad con dos obras de psicólogos: Freud, biólogo de la mente (1979) de Frank Sulloway y Freud y su padre (1979) de Marianne Krüll.  Eissler, —quien Masson afirmó que lo más importante para su amigo Eissler era Sigmund Freud— escribió que si bien El asalto a la verdad logró un éxito, era un "engaño literario" al tergiversar la teoría de la seducción,.
El libro recibió críticas de comentaristas críticos del psicoanálisis, como el filósofo Adolf Grünbaum,  los autores Allen Esterson y Richard Webster,  , el crítico Frederick Crews , el historiador Peter Gay,  el filósofo Richard Wollheim,  el historiador Paul Robinson,  el teórico social Anthony Elliott,  y el psicoanalista Kurt R. Eissler.  Gay calificó el libro de "polémica sensacionalista" y escribió que Masson había tenido una discusión confusa sobre la teoría de la seducción de Freud y que las sugerencias de Masson sobre por qué Freud abandonó la teoría eran absurdas.   Wollheim escribió que el libro era un trabajo vehemente que presentaba conclusiones cuestionables.  Grünbaum argumentó que independientemente de los méritos de la acusación de Masson de que Freud abandonó la teoría de la seducción por cobardía, la posición de Masson de que las "seducciones reales" son los factores etiológicos en el desarrollo de la histeria es infundada y crédula.  Esterson escribió que, si bien Masson acusó a Freud de falta de valor al afirmar que los informes de seducciones infantiles de sus pacientes eran en su mayoría fantasías infantiles, era cuestionable si realmente habían informado de seducciones infantiles.  Esterson también discutió el libro en Historia de las Ciencias Humanas,  e Historia de la Psicología, donde escribió que la evidencia que presenta no respalda las afirmaciones de Masson sobre cómo la comunidad médica respondió a la teoría de la seducción de Freud, y que otras evidencias e investigaciones, que Masson ignora, refuta la afirmación de Masson de que "los primeros escritos psicoanalíticos de Freud recibieron una recepción irracionalmente hostil". 
Webster comparó el libro con The Freudian Falacy (1983) de EM Thornton. Sugirió que Masson mantenía una visión parcialmente positiva de Freud. Si bien le dio crédito a Masson por sus contribuciones a la historia del psicoanálisis, escribió que el argumento principal de Masson no ha convencido ni a los psicoanalistas ni a la mayoría de los críticos de Freud. Webster afirmó que la teoría indicaba que los episodios de seducción infantil tendrían un efecto patogénico solo si la víctima no los recordaba, y el propósito de las sesiones terapéuticas de Freud no era escuchar los recuerdos, sino alentar a sus pacientes a descubrir o construir escenas de las que no recordaban. Culpó a Masson de fomentar la difusión del movimiento de la memoria recuperada al dar a entender que la mayoría o todos los casos graves de neurosis son causados por abuso sexual infantil, y que los psicoanalistas estaban comprometidos colectivamente en una negación masiva del incesto. Masson rechazó en un epílogo en ediciones posteriores la sugerencia de Webster, explicando que no había expresado ningún interés en el tema de la memoria o los recuerdos en su libro, sino en la existencia del abuso que el mismo Freud había confirmado.
Frederick Crews escribió que El asalto a la verdad fue una obra ingenua que dependía de falacias.  Otros autores que han discutido el libro incluyen al erudito literario Ritchie Robertson,  el psicólogo Louis Breger,  y el erudito John Kerr.   Robertson por su parte escribió que Masson exageró el caso contra Freud, observando que, si bien Freud pudo haber subestimado la frecuencia del abuso infantil, no negó que ocurre con frecuencia.  Breger escribió que Masson logró proporcionar información valiosa sobre la vida posterior de Emma Eckstein y que tenía razón al cuestionar la explicación aceptada del abandono de la teoría de la seducción, pero encontró poco convincentes las especulaciones sobre por qué Freud abandonaría la teoría.  Kerr describió el libro como defectuoso pero útil para llamar la atención psicoanalítica sobre el abuso sexual infantil. 

### Reseñas
Anthony Storr desestimó el libro y negó que Freud abandonara la teoría "porque era inaceptable para la medicina establecida".  Stephen A. Mitchell escribió que si bien Masson proporcionó extractos fascinantes de importantes documentos de Freud que habían sido ocultados, sus conclusiones eran tendenciosas con una retórica simplista y una grave falta de comprensión de las sutilezas de la teorización psicoanalítica posterior.  Herbert Wray descartó los argumentos de Masson y les llamó "especulativos".  Charles Rycroft sostuvo que el libro no calificaba como una contribución a la historia temprana del psicoanálisis, al considerarlo un ataque contra la figura de Freud. Acusó a Masson de ignorar pruebas contrarias, de presentar pruebas poco convincentes y de ser incapaz de distinguir entre "hechos, inferencias y especulaciones". Sin embargo, admitió que Masson había descubierto cierta información que probablemente dañaría permanentemente la imagen de Freud, como la evidencia de que Freud estaba familiarizado con la literatura forense sobre el abuso sexual infantil, contrario a lo que sus trabajos sugerían. También la información personal sobre el fracaso y negligencia médica de Freud y Fliess hacia Eckstein. También incluye la evidencia del artículo de Ferenczi en 1932 llamado “Confusión de lenguas entre adultos y el niño”. Criticó a Masson por querer restablecer la teoría de la seducción sin presentar pruebas de que fuera correcta  Masson defendió el libro y acusó a Rycroft de varios errores en epílogos junto con más evidencias. 
Charles Hanly escribió que, si bien había provocado controversia, los críticos habían descartado en gran medida el libro. Expresó su acuerdo con las críticas negativas y criticó la afirmación de que Freud interpretó el sangrado de Eckstein —como consecuencia de una negligencia médica— como histérico, argumentando que tergiversaba lo que Freud escribió.  Lawrence Birken argumentó que el intento de Masson de traer de vuelta la teoría de la seducción era más importante que sus especulaciones sobre por qué Freud la abandonó. Sostuvo que el repudio de Masson a todo el psicoanálisis significaba que su libro era "altamente conservador" y que había ganado "un lugar importante en la creciente literatura del conservadurismo cultural que se opone al surgimiento del psicoanálisis". Según Birken, cuando Masson rechaza el complejo de Edipo, repudia el desarrollo de una "ciencia sexual autónoma", negando que los niños tengan sexualidad alguna y sugirió que Masson desexualizaba no solo a los niños, sino también, implícitamente, a las mujeres. 
Judith Lewis Herman describió el libro como bien documentado, bien escrito, cuidadosamente razonado y fascinante, aunque sugirió que la acusación de Masson de que Freud abandonó la teoría de la seducción por cobardía personal podría ser demasiado dura, ignorando tal vez el secreto general que rodea las cuestiones de la violación y el incesto. Escribió que a pesar de que Masson no resolvió definitivamente la cuestión de por qué Freud abandonó la teoría de la seducción, —cosa que Masson comenta que es imposible de resolver por completo—, hizo bien en reabrir la conversación. Le dio crédito por demostrar que una vez que Freud abandonó la teoría de la seducción, cualquier intento de traerlo de vuelta se convirtió en "una herejía" dentro del psicoanálisis. También elogió a Masson por documentar el intento de Freud de impedir que Ferenczi hiciera público su redescubrimiento de "el tipo de datos clínicos en los que se basaba la teoría de la seducción". Criticó la publicidad crítica que había recibido El asalto a la verdad, comentando que la prensa había intentado defender un "establecimiento psicoanalítico". Según Herman, las críticas de El asalto a la verdad habían sido casi globlamente negativas y llenas de ataques ad hominem contra Masson, centrándose en criticar cuestiones de poca importancia —incluyendo las especulaciones de la vida personal de Masson y su relación con sus padres—, y cuestionó a Janet Malcolm por su caricaturización de Masson en su reseña. 
Pierre-E. Lacocque describió el libro como impresionante, elogiando la erudición de Masson. 